# جی‌بی بلانک
جی‌بی بلانک (انگلیسی: JB Blanc؛ زادهٔ ۱۳ فوریهٔ ۱۹۶۹) هنرپیشه و صداپیشه اهل فرانسه است. وی از سال ۱۹۹۶ میلادی تاکنون مشغول فعالیت بوده‌است.
از فیلم‌ها یا برنامه‌های تلویزیونی که وی در آن نقش داشته‌است می‌توان به برکینگ بد، دزدان دریایی کارائیب: پایان جهان، ۱۰۲ سگ خالدار، تریستان و ایزولد، پرونده سرد، کنت مونت کریستو، سرزمین سایه‌ها، کارشناسان سکس، صلیب آهنین، و سگ‌های جنگی اشاره کرد.